# Khu công nghiệp Tân Trúc
Khu công nghiệp Tân Trúc (phồn thể: 新竹工業區; giản thể: 新竹工业区; bính âm: Xīnzhú Gōngyè Qu) là một khu công nghiệp ở Hồ Khẩu, Tân Trúc, Đài Loan.

## Lịch sử
Khu công nghiệp được khánh thành năm 1977.

## Công ty
- China Motor Corporation
- TRSC
- SYM Motors
- Ritek